# 全国救急救命士教育施設協議会
一般社団法人全国救急救命士教育施設協議会（ぜんこくきゅうきゅうきゅうめいしきょういくしせつきょうぎかい）は、救急救命士養成所によって結成されている一般社団法人。略称はJESA。

## 沿革
- 1993年9月20日 - 設立
- 2010年7月 - 一般社団法人化

## 役員
- 理事長 田中秀治 (国士舘大学教授)

## 組織
- 事務所 - 大阪府大阪市淀川区西宮原1-5-35 東洋医療専門学校内[1]
- 事務局 - 東京都多摩市南野2-11-1 国士舘大学防災・救急救助総合研究所内[2]

## 活動内容
救急救命士の質の高い教育を行うことなどを目的として行っている。

## 加盟校
- 救急救命士養成所を参照。